# Unión Deportiva Teror Balompié
La Unión Deportiva Teror Balompié es un club de fútbol de la ciudad de Teror, en la isla de Gran Canaria, Las Palmas, España. Actualmente milita en la Regional Preferente de la provincia de  Las Palmas Fue fundado en el año 1956 y juega sus partidos como local en el estadio El Pino, que lleva su nombre en honor a la Virgen del Pino, patrona del municipio y de la isla.

## Historia
La Fundación de la Unión Deportiva Las Palmas en 1949, al fusionarse 5 equipos de la capital de la Isla: el Club Deportivo Gran Canaria, el Atlético Club, el Real Club Victoria, el Arenas Club y el Marino F.C. es el detonante para la aparición escalonada, en los años venideros, de equipos representativos de los diferentes municipios de Gran Canaria. Hasta ese momento los equipos de fútbol se localizaban en los diferentes barrios, participando en competiciones locales y en amistosos concertados. 
En el verano de 1956 se gesta la fusión de tres de los equipos de la Villa, el C. D. Terorense, el C. D. Acción Católica y el C. D. Marino de Teror, cuya sede radicaba en el Casino de Teror. 
Los fundadores fueron Manuel Caballero, Juan del Rosario, Juan Ortega, José Peña, Cristóbal Peñate, Eugenio Falcón, Eduardo Vallejo y José Luis Vallejo, entusiastas aficionados y practicantes de fútbol que deciden aunar esfuerzos para competir oficialmente con un equipo que represente al todo el pueblo.
Se dio la curiosa circunstancia de que ninguno de estos fundadores fue elegido como primer presidente del Club, recayendo el cargo en Rafael Guerra Medina.
Con la denominación de Unión Deportiva Teror es inscrito el nuevo Club en la Federación de Fútbol y en el Organismo Oficial de Registro de Clubes Deportivos de la época. A partir de ese momento, una selección de los mejores jugadores de los tres equipos fundadores comenzó a participar en competiciones oficiales de forma regular. Al federarse es adscrito a una Competición de Clubs Adheridos en la temporada que iba a comenzar, 1956-1957, de la que salió campeón. La temporada siguiente, 1957-1958, es inscrito en la tercera categoría regional, obteniendo de nuevo el campeonato y, por tanto, el ascenso a la segunda categoría regional. 
En el año 1963, el Club se desliga orgánica y administrativamente del Casino de Teror, pasándose a denominar desde ese mismo momento Unión Cultural y Deportiva de Teror, teniendo a partir de entonces Presidente independiente del Casino.
En el año 2003, el Club pretende retomar su nombre original, al desvincularse de la Unión Cultural de Teror, pero la existencia de otro equipo inscrito con su denominación primigenia, obliga a renombrar nuevamente al Club. Al final se encuentra una solución ingeniosa que permite conservar la esencia del calificativo original, denominándose ahora como Unión Deportiva Teror Balompié, nombre que conserva en la actualidad.
En la temporada 2005-06 consigue su primer ascenso a tercera división finalizando campeón de la Interinsular Preferente Las Palmas con 83 puntos, récord de las doce campañas anteriores. En su primera temporada en Tercera finaliza penúltimo y vuelve a Preferente.
El segundo ascenso a Tercera se produce en 2009 tras un vibrante playoff ante el C. D. Raqui San Isidro. Tras mantener la categoría deportivamente durante dos años consecutivos, el club desciende a Interinsular Preferente por problemas económicos.
En la temporada 2022-23 finaliza en cuarta posición, lo que le da la posibilidad de disputar nuevamente la fase de ascenso. El destino lo cruza con el C. D. Valleseco en la semifinal y la eliminatoria se considera un derbi histórico al enfrentar a equipos representativos de localidades vecinas de las medianías de Gran Canaria y que hasta el siglo XIX compartían municipio. Finalmente, el partido, disputado en el estadio de La Laguna (Valleseco), se salda con victoria de la U. D. Teror, que ganaría la final ante el C. D. Herbania en Fuerteventura, consiguiendo su tercer ascenso a categoría semiprofesional y el primero a la recién creada Tercera Federación.
En la temporada 2023-2024 harían una mala temporada con cambio de entrenador, quedando antepenúltimos en la tercera federación y volviendo a la preferente canaria.

## Estadio
La Unión Deportiva Teror Balompié juega sus encuentros como local en el Estadio Municipal de El Pino. El nombre del estadio viene de la patrona de la isla y del municipio. El estadio de El Pino tiene una capacidad para 1000 espectadores.
El primer campo de fútbol, donde la U. D. Teror Balompié inició su andadura oficial se ubicaba en el barrio de Quevedo, donde permaneció hasta el traslado al Estado El Pino, que se encuentra dentro de la zona deportiva municipal del barrio de Los Llanos. 
El Ilustre Ayuntamiento de la Villa aprobó durante la legislatura 1975-1979 un proyecto para realizar el complejo deportivo municipal de El Pino. Adquirió los terrenos en el barrio de Los Llanos, en los que hoy en día se ubica la piscina cubierta, canchas de tenis, pádel, baloncesto, los campos de fútbol y fútbol 7, una pista de footing y un gimnasio al aire libre. El Club se traslada al nuevo estadio para comenzar la temporada 1998-1999. 
En el año 2003 se culminan las obras de acondicionamiento y mejora de las instalaciones del estadio, con la dotación de césped artificial, gradería, vestuarios y gimnasio para uso de los deportistas del club, inaugurándose con un partido entre el equipo y la U. D. Las Palmas, el 2 de septiembre de ese mismo año. 
Durante la temporada 2009-2010 se realiza el techado de la gradería y el reacondicionamiento de los vestuarios, el gimnasio y las oficinas del Club. El campo de fútbol 7 se concluye al finalizar dicha temporada, inaugurándose con un triangular entre equipos compuestos por los más pequeños del club, el 10 de junio de 2010.
El 24 de marzo de 2016 se disputa un nuevo encuentro entre la U. D. Teror y la U. D. Las Palmas, en ese momento en primera división, entrenada por Quique Setién y con la presencia en el terreno de juego de Juan Carlos Valerón, perdiendo el Teror por 1-2. El 11 de diciembre de 2019 se reedita el partido con motivo de la inauguración del nuevo césped, con resultado de 0-4, en este caso con Pepe Mel dirigiendo a los amarillos en segunda división.
El estadio es sede cada año del Torneo del Pino, que en 2023 disputó su 53.ª edición.

## Escudo
Su forma es la francesa con filiera de gules y cuartelado por una cruceta de gules. Primero, en campo de sinople, en sable la U de Unión. Segundo, en campo de plata, en sable la D de Deportiva. Tercero, en campo de plata, en sable la T de Teror. Cuarto, en campo de sinople, en sable la B de Balompié. Al timbre, corona real, abierta, de Marqués o Coronel de los Reyes Católicos, sobre la que descansa un balón de fútbol. Al pie, cinta de oro con la leyenda Teror.

## Himno
El Himno del Club se estrenó en el año 2006, con motivo de la celebración del 50.º Aniversario de la Fundación del club . Se le encargó al compositor terorense Damián Sánchez que diera oficialidad al cántico que la afición verdiblanca del Teror había adoptado desde años antes. Se graba para tal ocasión con los arreglos musicales e interpretación de la banda municipal de música de Teror y las Voces del Grupo folklórico La Parranda de Teror.

Sentimiento verde y blanco
En el campo un equipo

verde y blanco es su color

once hombres jugando con honor

En la grada una afición

que con frío o calor

a su equipo defiende con pasión

Aunque se gane o se pierda

no importa lo que suceda

siempre, siempre se oye esta canción

Es el grito de mi gente

que dice con ilusión

el Teror es el mejor

Por eso yo te quiero dar

algo de corazón

sentimiento verde y blanco

verde y blanco del Teror

Por eso yo quiero decir

aquí está una afición

que defiende los colores

de un equipo campeón

En el campo un equipo

verde y blanco es su color

Unión Deportiva Teror

## Equipación
- Uniforme titular: Camiseta verde, pantalón blanco y medias blancas.
- Uniforme alternativo: Camiseta azul, pantalón y medias azul marino.

## Datos del club
- Temporadas en 3.ª División: 4
- Temporadas en Preferente: 17
- Temporadas en 1.ª Regional: 14
- Temporadas en 2.ª Regional: 9

### Registro de temporadas
| Temporada | División     | Posición | Copa del Rey |
| --------- | ------------ | -------- | ------------ |
| 1980-81   | Preferente   | 14.º     |              |
| 1981-82   | 1.ª Regional | 13.º     |              |
| 1982-83   | 2.ª Regional | 4.º      |              |
| 1983-84   | 2.ª Regional | 4.º      |              |
| 1984-85   | 2.ª Regional | 7.º      |              |
| 1985-86   | 2.ª Regional | 4.º      |              |
| 1986-87   | 2.ª Regional | 12.º     |              |
| 1987-88   | 2.ª Regional | 9.º      |              |
| 1988-89   | 2.ª Regional | 3.º      |              |
| 1989-90   | 1.ª Regional | 7.º      |              |
| 1990-91   | 1.ª Regional | 5.º      |              |
| 1991-92   | 2.ª Regional | 8.º      |              |
| 1992-93   | 2.ª Regional | 5.º      |              |
| 1993-94   | 1.ª Regional | 4.º      |              |
| 1994-95   | 1.ª Regional | 6.º      |              |
| 1995-96   | 1.ª Regional | 10.º     |              |
| 1996-97   | 1.ª Regional | 5.º      |              |
| 1997-98   | 1.ª Regional | 8.º      |              |
| 1998-99   | 1.ª Regional | 7.º      |              |
| 1999-00   | 1.ª Regional | 11.º     |              |
| 2000-01   | 1.ª Regional | 4.º      |              |
| 2001-02   | 1.ª Regional | 12.º     |              |
| 2002-03   | 1.ª Regional | 2.º      |              |
| 2003-04   | 1.ª Regional | 3.º      |              |
| 2004-05   | Preferente   | 2.º      |              |
| 2005-06   | Preferente   | 1.º      |              |
| 2006-07   | 3.ª División | 20.º     |              |
| 2007-08   | Preferente   | 7.º      |              |
| 2008-09   | Preferente   | 2.º      |              |
| 2009-10   | 3.ª División | 14.º     |              |

| Temporada | División       | Posición | Copa del Rey |
| --------- | -------------- | -------- | ------------ |
| 2010-11   | 3.ª División   | 15.º     |              |
| 2011-12   | Preferente     | 2.º      |              |
| 2012-13   | Preferente     | 9.º      |              |
| 2013-14   | Preferente     | 3.º      |              |
| 2014-15   | Preferente     | 6.º      |              |
| 2015-16   | Preferente     | 5.º      |              |
| 2016-17   | Preferente     | 5.º      |              |
| 2017-18   | Preferente     | 9.º      |              |
| 2018-19   | Preferente     | 2.º      |              |
| 2019-20   | Preferente     | 5.º      |              |
| 2020-21   | Preferente     | 6.º      |              |
| 2021-22   | Preferente     | 7.º      |              |
| 2022-23   | Preferente     | 4.º      |              |
| 2023-24   | 3.ª Federación | 16.º     |              |
| 2024-25   | Preferente     |          |              |

 Ascenso
 Descenso

## Palmarés

### Campeonatos regionales
- Campeón de la Interinsular Preferente de Las Palmas (1): 2005-06.
- Subcampeón de la Interinsular Preferente de Las Palmas (4): 2004-05, 2008-09, 2011-12 y 2018-19.
- Subcampeón de la 1.º Regional de Gran Canaria (1): 2002-03.